# Imposició de les mans

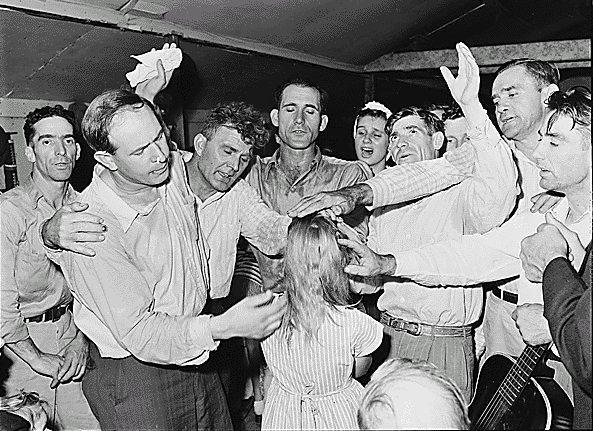
Ritual d'imposició de les mans.

La imposició de les mans és un ritual propi de diverses religions. En termes generals és un gest mitjançant el qual es consagren o beneixen coses o persones.
A les esglésies cristianes, aquesta pràctica es fa servir ja sigui com un mètode simbòlic i formal d'invocar l'Esperit Sant, sobretot durant els baptismes i confirmacions, serveis de sanitat, benediccions i ordenació de sacerdots, ministres, ancians, diaques i altres oficials de l'església, juntament amb una varietat d'altres sagraments de l'església i les cerimònies sagrades. En l'Església Ortodoxa, es coneix com a quirotonia.